# Robert Jan van Pelt

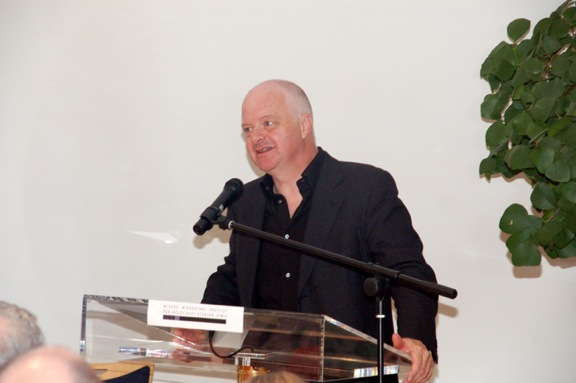
Fünfte Simon Wiesenthal Lecture, Wien, 16. Juni 2010, Robert Jan van Pelt

Robert Jan van Pelt (* 15. August 1955 in Haarlem, Niederlande; auch Robert-Jan van Pelt) ist ein niederländischer Architekturhistoriker.

## Leben
Nach dem Studium der Kunstgeschichte und Archäologie, das Pelt an der Universität Leiden mit dem Dr. phil. abschloss,  spezialisierte er sich auf Architektur- und Stadtbaugeschichte. Er lehrt als Professor für Kulturgeschichte am Institut für Architektur der Waterloo University im kanadischen Ontario. Außerdem hatte er Lehraufträge an den Universitäten in London, Singapur und in den USA.
Bekannt wurde er vor allem mit seinen architekturhistorischen Arbeiten zum Thema Auschwitz. Dafür erhielt er 1996 den „National Jewish Book Award“ und 1997 den „Spiro Kostof Award“ der Society of Architectural Historians. Van Pelt trat im Prozess, den David Irving gegen Deborah Lipstadt angestrengt hatte und verlor, gegen diesen auf und fasste sein Gutachten 2002 in einem Buch zusammen.
Robert Jan van Pelt ist seit 2010 Mitglied des Internationalen Wissenschaftlichen Beirats des Wiener Wiesenthal Instituts für Holocaust-Studien (VWI).

## Schriften (Auswahl)
- mit Carroll William Westfall: Architectural Principles in the Age of Historicism. Yale University Press, New Haven CT u. a. 1991, ISBN 0-300-04999-4.
- A Site in Search of a Mission. In: Yisrael Gutman, Michael Berenbaum (Hrsg.): Anatomy of the Auschwitz Death Camp. Indiana University Press, Bloomington IN 1994, ISBN 0-253-32684-2, S. 93–156.
- mit Jean-Claude Pressac: The Machinery of Mass Murder at Auschwitz. In: Yisrael Gutman, Michael Berenbaum (Hrsg.): Anatomy of the Auschwitz Death Camp. Indiana University Press, Bloomington IN 1994, ISBN 0-253-32684-2, S. 183–245.
- mit Debórah Dwork: Auschwitz, 1270 to the present. Yale University Press, New Haven CT u. a. 1996, ISBN 0-300-06755-0 (In deutscher Sprache: Auschwitz. Von 1270 bis heute. Pendo, Zürich u. a. 1998, ISBN 3-85842-334-3).
- The case for Auschwitz. Evidence from the Irving Trial. Indiana University Press, Bloomington IN u. a. 2002, ISBN 0-253-34016-0.